# Das Rendezvous der Freunde
Das Rendezvous der Freunde, französisch Au rendez-vous des amis, ist ein vorsurrealistisches Gemälde von Max Ernst aus dem Jahr 1922, das ihn und seine Pariser Freunde vor einer bizarren Gebirgslandschaft zeigt. Das in Öl auf Leinwand gemalte großformatige Bild mit den Maßen 130 × 195 cm kam 1976 in den Bestand des Museum Ludwig in Köln. Ein im Jahr 1992 gedrehter gleichnamiger Film erzählt die Geschichte des Gemäldes.

## Hintergrund
Max Ernst verließ im Herbst 1922 Deutschland und siedelte nach Paris über, wo seine Freunde wie André Breton, Gala und Paul Éluard sowie Tristan Tzara wohnten. Ernst wurde bei den Éluards aufgenommen. Bereits in diesem Jahr malte er das Gruppenporträt Rendezvous der Freunde, das viele Gefährten aus der Gruppe der Dadaisten und zukünftigen Surrealisten und sich selbst zeigt.  Im folgenden Jahr wurde es im Salon des Indépendants in Paris ausgestellt. Die Gründung der surrealistischen Bewegung erfolgte 1924 mit dem ersten surrealistischen Manifest, verfasst von Breton.

## Beschreibung
Vor einer weißen gezackten Hochgebirgslandschaft am linken Bildrand, die sich bis fast zur Mitte des Bildes hinzieht, sitzen, gehen oder stehen männliche Personen sowie eine Frau auf braunem Felsgestein. Der Himmel im Hintergrund ist schwarz. Auf zwei Tafeln links und rechts sind insgesamt 17 Personen namentlich aufgeführt. Vorn links sitzt René Crevel, der die Tasten eines imaginären Klaviers vor einem Wintergarten zu bedienen scheint. Es folgen Max Ernst, auf den Knien Fjodor Dostojewskis sitzend, Théodore Fraenkel, Jean Paulhan, Benjamin Péret, Johannes Theodor Baargeld, Robert Desnos. In der hinteren Reihe stehen Philippe Soupault, Hans Arp, Max Morise, Raffael, Paul Éluard, Louis Aragon (mit Lorbeerkranz um die Hüften), André Breton (mit rotem Schal), Giorgio de Chirico und Gala Éluard. Es fehlen Tristan Tzara und Francis Picabia, die Mitstreiter aus der Dada-Zeit. In der oberen Bildmitte erscheinen blasse konzentrische Kreise in verschiedenen Größen; im Vordergrund links steht ein tischähnliches Gebilde, auf dem Früchte und ein Messer liegen.

## Interpretationen

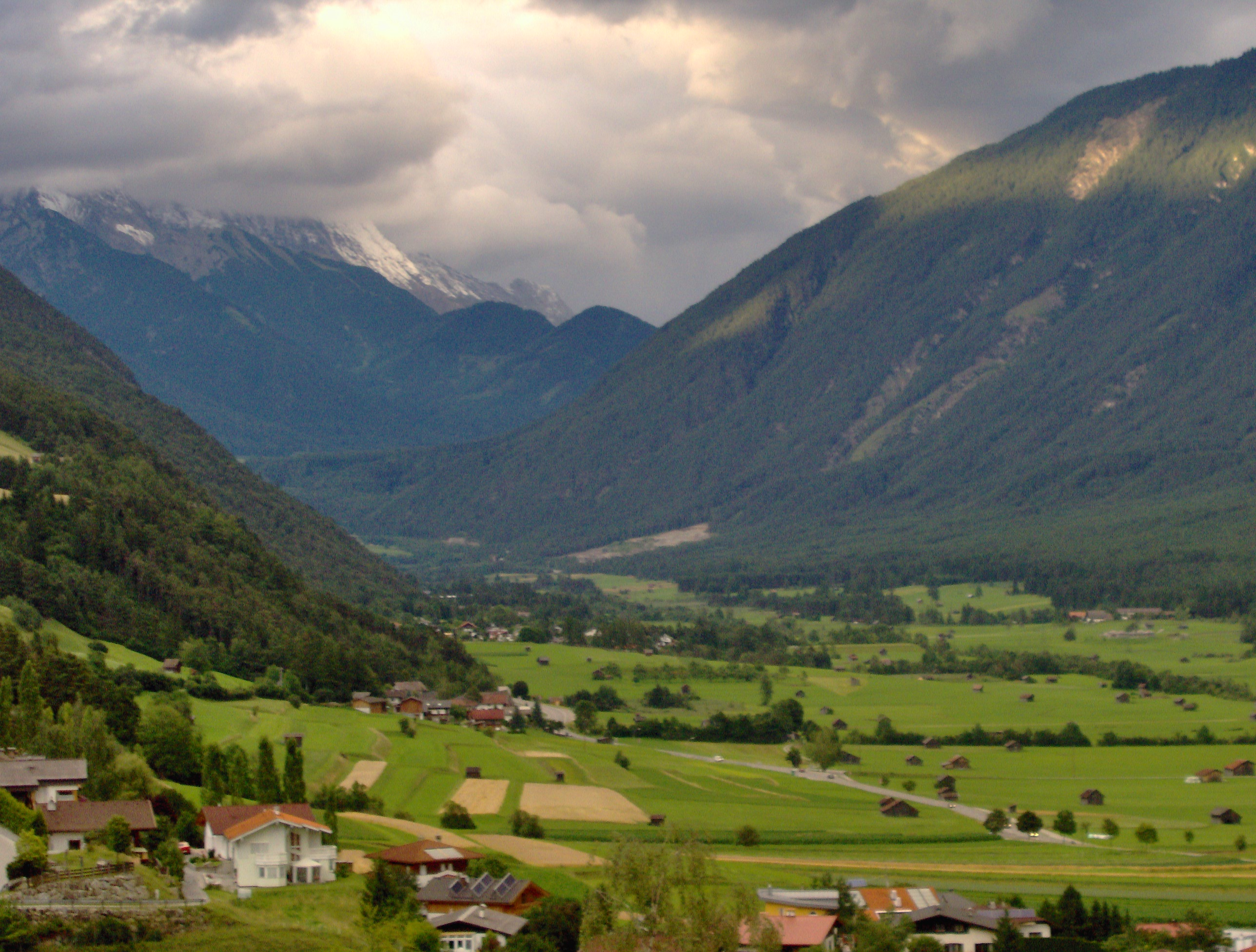
Blick von Tarrenz im oberen Gurgltal

Das Gebirge weist laut Max Ernst auf seinen Tiroler Urlaubsort Tarrenz hin sowie auf den Mont Blanc. Die wie Gebärdensprache anmutende Gestik der dargestellten Personen könnte auf den Beruf von Philipp Ernst, dem Vater des Künstlers, verweisen, der Taubstummenlehrer war. Die Kreise, auf die Breton zeigt, könnten eine Sonnenfinsternis bedeuten, die den schwarzen Himmel verursacht. Die zwei abgebildeten Ahnherren sind der russische Dichter Dostojewski, der bereits Mitte des 19. Jahrhunderts das surrealistische Lebensgefühl beschrieben hatte, sowie Raffael. Dostojewski notierte in einem Brief: „… was die meisten Menschen als phantastisch betrachten, halte ich für das innerste Wesen der Wahrheit.“ Das Erscheinen Raffaels auf dem Bild ist nach einem Interview des Spiegel mit dem Künstler im Jahr 1970 eher „als irgendeine Geistererscheinung“ zu betrachten und möglicherweise auch eine Erinnerung an die Arbeit des Vaters Philipp Ernst, der Raffaels Disputa kopiert hatte.

## Der Film

Johanna Ey mit Josef Haubrich und Museumsdirektor Klug in Köln vor dem Gemälde (1928)

Ein Dokumentarfilm mit dem Titel Rendezvous der Freunde. Ein Film über ein Bild und seine Geschichte wurde 1992 unter der Regie von Christian Bau und seiner Frau Maria Hemmleb gedreht. Max Ernst verkaufte das Bild 1924 mit weiteren Werken an die Düsseldorfer Galeristin Johanna Ey, als er Geld brauchte, um seinem Freund Paul Éluard nach Saigon zu folgen. In den 1920er Jahren war Eys Galerie das Zentrum der rheinischen Avantgarde. Während der Zeit des Nationalsozialismus galt ihre Sammlung als „entartet“ und wurde zum Teil beschlagnahmt.
In der Galerie Neue Kunst Frau Ey sahen Lydia und Artur Bau, die Eltern des Regisseurs, 1929 zum ersten Mal Werke von Max Ernst und kauften auch während der Nazi-Zeit von Johanna Ey Bilder und Zeichnungen, die als „entartet“ klassifiziert worden waren. 1941, nach den ersten Bombenangriffen auf Düsseldorf, bekam das Ehepaar Bau eine Kiste, die unter anderem Ernsts Gruppenporträt und La mort de Max Ernst von Robert Desnos enthielt. Das Rendezvous der Freunde hing lange Zeit im Wohnzimmer von Lydia und Artur Bau. Im Jahr 1971 erwarb es das Wallraf-Richartz Museum in Köln und von dort gelangte das Bild 1976 in das Museum Ludwig.

## Filmografie
- 1992: Rendezvous der Freunde. Ein Film über ein Bild und seine Geschichte – Regie: Christian Bau und Maria Hemmleb[10]